# Linda Lavin
Linda Lavin (Portland, 15 ottobre 1937 – Los Angeles, 29 dicembre 2024) è stata un'attrice statunitense.
Nel corso della sua carriera si è aggiudicata due Golden Globe, altrettanti Drama Desk Award ed un Tony Award.

## Biografia
Dopo aver esordito su un palco all'età di cinque anni, iniziò professionalmente la carriera di attrice nel 1963, dividendosi tra il teatro e la televisione, dove in veste di guest star partecipò a diverse serie tv, come ad esempio In casa Lawrence.
Conseguì un ottimo successo di pubblico tra il 1976 ed il 1985 impersonando Alice Hyatt nel telefilm Alice. Per il ruolo si aggiudicò 2 Golden Globe come migliore attrice femminile in una serie commedia o musicale ed una nomina agli Emmy Award.
Attiva anche nel cinema, nel 1989 recitò nel film con Jeff Bridges Ci penseremo domani e affiancò Gérard Depardieu in Voglio tornare a casa!. Presente sui palchi di Broadway dal 1963, e vincitrice di due Drama Desk Award, un Tony Award, un Obie Award e di un Lucille Lortel Award, negli anni recitò in più di venti opere teatrali, tra le quali Il diario di Anna Frank, Gypsy: a musical fable, Broadway Bound, Piccoli omicidi e Amiamoci così belle signore, questi ultimi due entrambi scritti da Neil Simon.
Nel terzo millennio si dedicò nuovamente alla televisione. Da segnalare la sua presenza in veste di guest star in I Soprano e The O.C., dove per diversi episodi interpretò la nonna di Seth Cohen. 
Fu inoltre regista, cantante e produttrice. Dal 1980 al 1984 diresse dieci episodi di Alice, e per tutta la durata della serie tv prestò la voce per la sigla d'apertura; in seguito produsse film tv e qualche episodio di diverse serie televisive.
Linda Lavin è morta sul finire del 2024 per un tumore polmonare.

## Vita privata
Si sposò tre volte: in prime nozze fu moglie di Ron Leibman, dal quale poi divorziò. Anche il suo secondo matrimonio terminò con un divorzio; il terzo invece ebbe fine con il decesso dell'attrice. Entrambi gli ex mariti morirono nel 2019.

## Filmografia

### Cinema
- I Muppet alla conquista di Broadway (The Muppets Take Manhattan), regia di Frank Oz (1984)
- Ci penseremo domani (See You in the Morning), regia di Alan J. Pakula (1989)
- Voglio tornare a casa! (I Want to Go Home), regia di Alain Resnais (1989)
- Piacere, sono un po' incinta (The Back-up Plan), regia di Alan Poul (2010)
- Nudi e felici (Wanderlust), regia di David Wain (2012)
- Lo stagista inaspettato (The Intern), regia di Nancy Meyers (2015)
- Manhattan Night, regia di Brian DeCubellis (2016)
- My Bakery in Brooklyn - Un pasticcio in cucina (My Bakery in Brooklyn), regia di Gustavo Ron (2016)
- Nancy Drew e il passaggio segreto (Nancy Drew and the Hidden Staircase), regia di Katt Shea (2019)
- A proposito dei Ricardo (Being the Ricardos), regia di Aaron Sorkin (2021)
- Naked Singularity, regia di Chase Palmer (2021)

### Televisione
- The Nurses – serie TV, episodio 2x02 (1963)
- The Doctors – serial TV, 4 puntate (1963)
- CBS Playhouse – serie TV, episodio 3x02 (1969)
- Rhoda – serie TV, episodio 1x07 (1974)
- Harry O – serie TV, episodio 2x10 (1975)
- Barney Miller – serie TV, 5 episodi (1975-1976)
- Phyllis – serie TV, episodio 1x23 (1976)
- In casa Lawrence (Family) – serie TV, episodio 3x05 (1977)
- Tra madre e figlia (Like Mom, Like Me) – film TV (1978)
- Il denaro non basta mai (The 5.20$ an Hour Dream) – film TV (1980)
- A Matter of Life and Death – film TV (1980)
- Alice – serie TV, 202 episodi (1976-1985)
- Tutti i bambini di Lena (Lena: My 100 Children) – film TV (1987)
- Il coraggio di una madre (A Place to Call Home) – film TV (1987)
- Room for Two – serie TV, 26 episodi (1992-1993)
- La più bella estate della mia vita (Stolen Memories: Secrets from the Rose Garden) – film TV (1995)
- Il tocco di un angelo (Touched by an Angel) – serie TV, episodio 5x19 (1999)
- Leone il cane fifone (Courage the Cowardly Dog) – serie TV animata, 13 episodi (2002) (voce)
- I Soprano (The Sopranos) – serie TV, episodio 4x02 (2002)
- Law & Order: Criminal Intent – serie TV, episodio 2x09 (2002)
- The O.C. – serie TV, episodi 1x23-2x21 (2004-2005)
- Bob's Burgers – serie TV animata, episodio 3x18 (2013) (voce)
- Sean Saves the World – serie TV, 14 episodi (2013-2014)
- The Good Wife – serie TV, episodi 6x03-6x06-6x20 (2014-2015)
- Bones – serie TV, episodio 10x18 (2015)
- Mom – serie TV, episodi 3x07-3x21 (2016)
- B Positive – serie TV, 32 episodi (2020-2022)
- Elsbeth – serie TV, episodio 1x2 (2024)
- No Good Deed – serie TV, 3 episodi (2024)
- Mid-Century Modern – serie TV, 8 episodi (2025)
- Criminal Minds – serie TV, episodio 18x3 (2025)

## Teatro
- Oh, Kay! di Guy Bolton, P. G. Wodehouse, Ira Gershwin, George Gershwin, Howard Dietz. East 74th Street Theatre dell'Off Broadway (1960)
- 4th Avenue North di autori vari. Madison Avenue Playhouse dell'Off-Broadway (1961)
- A Family Affair di James Goldman, John Kander e William Goldman. Billy Rose Theatre di Broadway (1962)
- The Riot Act di Will Greene. Cort Theatre di Broadway (1963)
- Milk and Honey di Don Appell e Jerry Herman. Tour statunitense (1964)
- War Paint di autori vari. Renata Theatre dell'Off-Broadway (1965)
- The Game Is Up di autori vari. Upstairs and the Downstairs dell'Off Off Broadway (1965)
- Hotel Passionato di Jerome Schwartz, Joan Javits, Philip Springer. East 74th Street Theatre dell'Off-Broadway (1965)
- The Mad Show di Mary Rodgers, Marshall Barer, Larry Siegel, Stan Hart, Stephen Sondheim. New Theatre dell'Off-Broadway (1966)
- On a Clear Day You Can See Forever di Burton Lane e Alan Jay Lerner. Tour statunitense (1966)
- It's a Bird... It's a Play... It's Superman di Charles Strouse, Lee Adams, Robert Benton e David Newman. Alvin Theatre di Broadway (1966)
- Dynamite Tonight! di Arnold Weinstein. Yale Repertory Theatre di New Haven (1966)
- Something Different di Carl Reiner. Cort Theatre di Broadway (1967)
- Cop-Out di Melvin Bernhardt. Cort Theatre di Broadway (1969)
- Walking Happy di Roger O. Hirson, Ketty Frings, Sammy Cahn, James van Heusen. Tour del Midwest (1969)
- Last of the Red Hot Lovers di Neil Simon. Eugene O'Neill Theatre di Broadway (1969)
- Paul Sills's Story Theatre di Paul Sills. Ambassador Theatre di Broadway (1970)
- The Enemy is Dead di Don Petersen. Bijour Theatre di Broadway (1973)
- Rich and Famous di John Guare. Academy Festival Theatre di Lake Forest (1974)
- La commedia degli errori di William Shakespeare. Delacorte Theater di New York (1975)
- Broadway Bound di Neil Simon. Broadhurst Theatre di Broadway (1986)
- Gypsy: A Musical Fable di Arthur Laurents, Stephen Sondheim e Jule Styne. Saint James Theatre di Broadway (1990)
- The Sisters Rosensweig di Wendy Wasserstein. Ethel Barrymore Theatre di Broadway (1993)
- Il diario di Anna Frank di Frances Goodrich e Albert Hackett. Music Box Theatre Theatre di Broadway (1997)
- Collected Stories di Donald Margulies. Geffen Playhouse di Los Angeles (1999), Samuel J. Friedman Theatre di Broadway (2010)
- The Tale of the Allergist's Wife di Charles Busch. New York City Center dell'Off-Broadway, Ethel Barrymore Theatre di Broadway (2000)
- Hollywood Arms di Carol Burnett e Carrie Hamilton. Goodman Theatre di Chicago, Cort Theatre di Broadway (2000)
- Finishing the Picture di Arthur Miller. Goodman Theatre di Chicago (2004)
- The New Century di Paul Rudnick. Lincoln Center di New York (2008)
- Other Desert Cities di Jon Robin Baitz. Lincoln Center di New York (2011)
- Follies di Stephen Sondheim e James Goldman. Kennedy Center di Washington (2011)
- The Lyons di Nicky Silver. Vineyard Theatre dell'Off-Broadway (2011), Cort Theatre di Broadway (2012)
- Too Much Sun di Nicky Silver. Vineyard Theatre dell'Off-Broadway (2014)
- Our Mother's Brief Affair di Richard Greenberg. Samuel J. Friedman Theatre di Broadway (2016)
- Candide di Leonard Bernstein, Hugh Wheeler e Dorothy Parker. New York City Opera di New York (2017)
- You Will Get Sick di Noah Diaz. Laura Pels Theatre di New York (2022)

## Riconoscimenti
- Golden Globe
  - 1979 – Miglior attrice in una serie commedia o musicale per Alice
  - 1980 – Miglior attrice in una serie commedia o musicale per Alice
  - 1981 – Candidatura alla miglior attrice in una serie commedia o musicale per Alice

- Drama Desk Award
  - 1987 – Miglior attrice in un'opera teatrale per Broadway Bound
  - 2008 – Miglior attrice non protagonista in un'opera teatrale per The New Century

- Premio Emmy
  - 1979 – Candidatura alla miglior attrice in una serie comica o commedia per Alice

- Obie Award
  - 1995 – Miglior attrice per Death Defying Acts
  - 2012 – Miglior performance per The Lyons

- Tony Award
  - 1970 – Candidatura alla migliore attrice non protagonista in un'opera teatrale per Last of the Red Hot Lovers
  - 1987 – Miglior attrice protagonista in un'opera teatrale per Broadway Bound
  - 1998 – Candidatura alla migliore attrice non protagonista in un'opera teatrale per Il diario di Anna Frank
  - 2001 – Candidatura alla miglior attrice protagonista in un'opera teatrale per The Tale of the Allergist's Wife
  - 2010 – Candidatura alla miglior attrice protagonista in un'opera teatrale per Collected Stories
  - 2012 – Candidatura alla miglior attrice protagonista in un'opera teatrale per The Lyons

## Doppiatrici italiane
Nelle versioni in italiano dei suoi lavori, Linda Lavin è stata doppiata da:
- Rita Savagnone in Piacere, sono un po' incinta, Lo stagista inaspettato, The Good Wife
- Aurora Cancian in My Bakery in Brooklyn - Un pasticcio in cucina, A proposito dei Ricardo
- Solvejg D'Assunta in Alice
- Noemi Gifuni in The O.C.
- Lorenza Biella in Nancy Drew e il passaggio segreto
- Angiola Baggi in Naked Singularity
- Anna Rita Pasanisi in No Good Deed
- Graziella Polesinanti in Criminal Minds: Evolution